# 臺灣聲援中國人權律師網絡
臺灣聲援中國人權律師網絡是由臺灣律師、學者、文化界和國會議員共同成立，旨在声援受迫害的中国維權律师、促进中国法治健全发展，并且唤起台湾社会对中华人民共和国人权的认知、关注与行动，而且與香港的中國維權律師關注組合作。擬透過声援个案，以公民行动向中國共產黨施压，以及基於法律学理和台湾转型经验对中国大陸的法治改革提供建言。透過臉書發行《律師行動》週報，追蹤中國維權律師近況。

## 成立

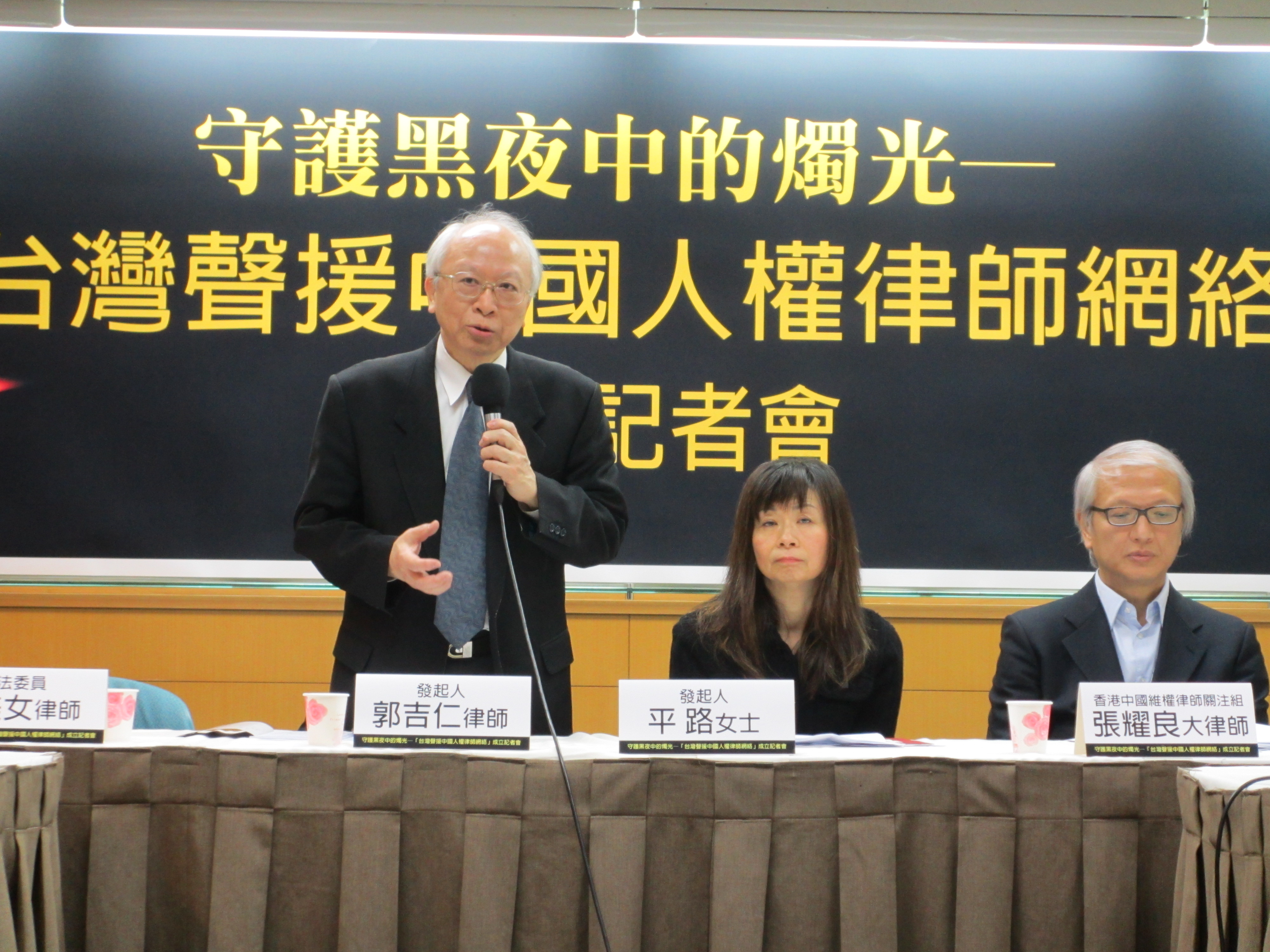
2014年12月12日郭吉仁律師、作家平路、香港大律師張耀良於成立記者會

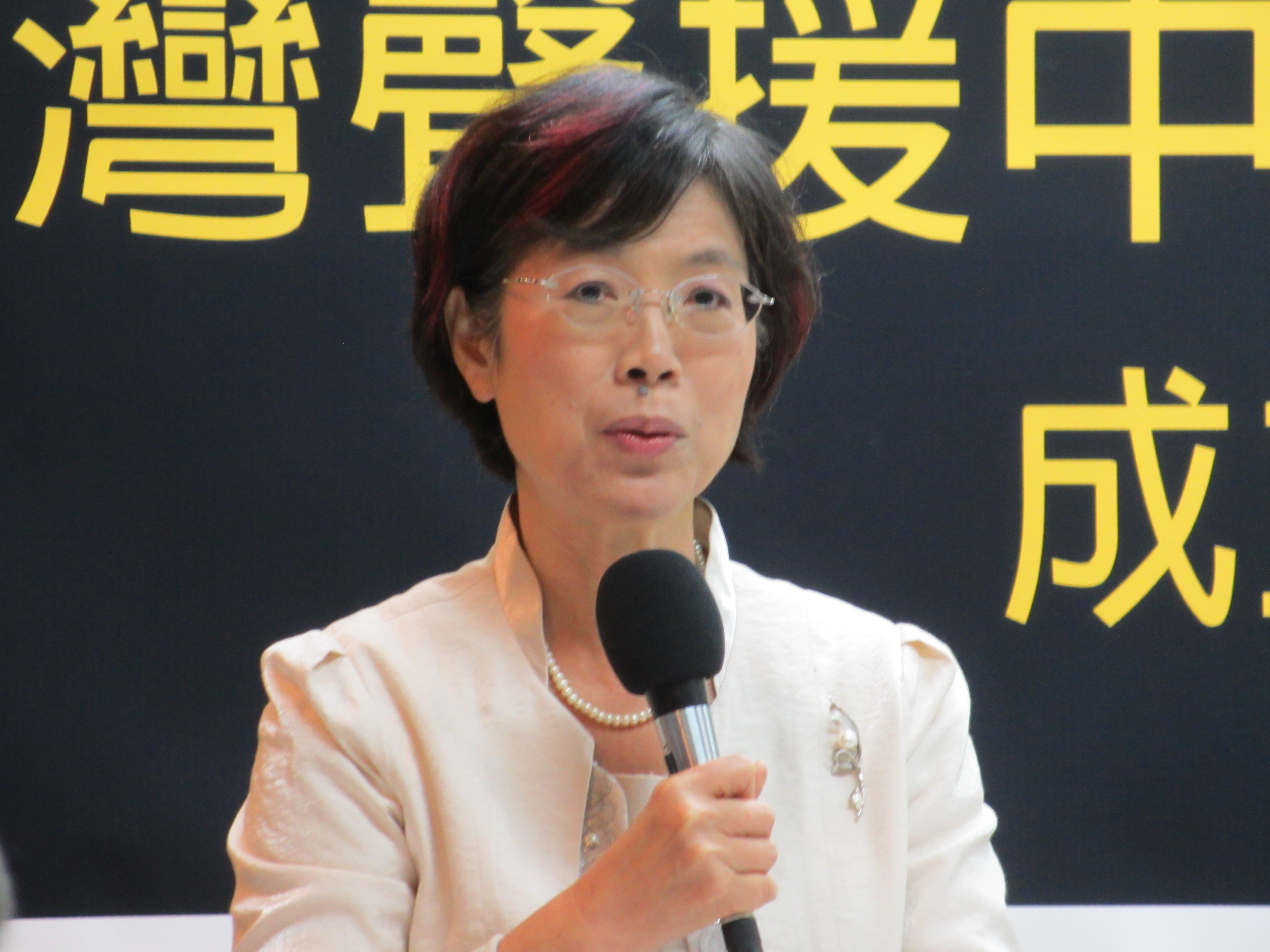
立法委員尤美女律師

發起人包括立法委員尤美女律師、知名律師魏千峰、顧立雄、郭吉仁、翁國彥、總統府人權諮詢委員人權學者黃默、顧忠華教授、前行政院大陸委員會駐香港代表平路等共約80人參與連署發起，律師約佔一半。平路表示，中国人权律师「像独裁空气里的金丝雀，是最珍贵的资产」，卻受到當局嚴重迫害，需要外界关注。魏千峰强调，聲援中國維權律師「非關蓝或绿、统或独的（政治）考虑」，他發現臺灣即便在數十年戒嚴，也從未有律師因為執業被當局逮捕。。
中國維權律師關注組副主席張耀良表示，中國出現「新黑五類」，維權律師排第一，「因為有人用法律捍衛老百姓權利，是這個政權最害怕的事」；他強調，海外聲援的支持效果很大，「中國表面上是個強國，不太理睬國外意見，但是心裡非常重視外頭怎麼看自己；若我們發出很大的聲音，就能轉化成很大的壓力。」
目前，該聯盟已點名關注高智晟、唐荊陵、2014年建三江事件的唐吉田、江天勇、張俊傑、王成等多位中國律師。